# In Concert - Brandeis University 1963
In Concert - Brandeis University 1963 es un álbum en directo del músico estadounidense Bob Dylan, publicado por la compañía discográfica Columbia Records en abril de 2011.
El álbum recoge el concierto ofrecido por Dylan en el Festival de Folk de Brandeis en Waltham (Massachusetts), a las afueras de Boston, el 10 de mayo de 1963. Una grabación del concierto fue encontrada en el sótano del crítico musical Ralph Gleason, fundador de la revista Rolling Stone, tras su muerte, y fue publicada en 2010 por Columbia. El concierto fue ofrecido como disco extra a través del portal Amazon con la compra tanto del álbum The Bootleg Series Vol. 9: The Witmark Demos: 1962-1964 como de la caja The Original Mono Recordings durante un periodo de tiempo corto.

## Recepción
El álbum obtuvo una calificación ponderada de 63 sobre 100 en la web Metacritic basada en siete reseñas, cinco de las cuales fueron positivas y dos mixtas. La revista Uncut escribió sobre el álbum: «Este disco demuestra de lo que era capaz: un hábil animador trabajando al público, buscando en su bolsa de trucos y sacando lo necesario para tener el trabajo hecho». En su crónica para la revista Rolling Stone, Andy Greene escribió: «Dylan está más cálido que nunca en «Talkin' John Birch Paranoid Blues» y en «Talkin' Bear Mountain Picnic Massacre Blues», que sigue siendo una de sus canciones más divertidas. ¿Lo único malo? La cinta no empieza hasta la mitad de la primera canción, una reescritura de «Honey, Won't You Allow Me One More Chance?»».
En Allmusic, Stephen Thomas Erlewine escribió: «Dylan está en buena forma, abierto y a veces al borde de ser animado, sin llegar a revelar que era arriesgado entretener al público de un festival con una colección de canciones inéditas. Si el concierto no acaba por parecer memorable, sin duda es atractivo, con 38 minutos que no tienen mucho más que un gancho histórico para justificar jugadas repetidas».
A nivel comercial, In Concert – Brandeis University 1963 solo consiguió entrar en la lista de discos más vendidos del Reino Unido, donde alcanzó el puesto 59 en su primera y única semana en la lista.

## Lista de canciones
Todas las canciones escritas y compuestas por Bob Dylan excepto donde se anota. 
| Primer set |                                        |                         |          |  |
| N.º        | Título                                 | Escritor(es)            | Duración |  |
| 1.         | «Honey, Just Allow Me One More Chance» | Bob Dylan, Henry Thomas | 1:57     |  |
| 2.         | «Talkin' John Birch Paranoid Blues»    |                         | 4:40     |  |
| 3.         | «Ballad of Hollis Brown»               |                         | 7:10     |  |
| 4.         | «Masters of War»                       |                         | 6:30     |  |

| Segundo set |                                               |          |  |
| N.º         | Título                                        | Duración |  |
| 5.          | «Talkin' World War III Blues»                 | 6:24     |  |
| 6.          | «Bob Dylan's Dream»                           | 5:57     |  |
| 7.          | «Talking Bear Mountain Picnic Massacre Blues» | 5:44     |  |

## Posición en listas
| País        | Lista           | Posición |
| ----------- | --------------- | -------- |
| Reino Unido | UK Albums Chart | 59       |